# 大塚壮晴
大塚 壮晴（おおつか たけはる、1月7日 - ）は、日本の男性声優。千葉県出身。ネクシード預かり所属。

## 経歴
日本ナレーション演技研究所、ラムー、ネクシードチャレンジ塾卒業。

## 人物
趣味は読書、映画鑑賞、ランニング。

## 出演作品

### ゲーム
- 食物語（鄭春発）

### 吹き替え

#### 映画
- アンダー・ウォー 史上最大の地下爆破作戦（新聞配りの少年、案内人、ベイカー、軍関係者、郵便係）
- エア・ストライク（男性）
- ザ・デイ・アフター・ピース（スリランカ人男性、ソマリア人元少年兵）※イベント用短縮版
- スーパードッグ・マーフィー（機械の声）
- ボーダーランズ（クリム兵2[2]）
- リベンジャー・スクワッド 宿命の荒野（通訳）

#### ドラマ
- 上陽賦〜運命の王妃〜（衛兵、百姓）

### ナレーション
- akippa CM　あなたの会いたいをつなぐ編
- LabBase CMデンソー様編
- 株式会社荒木組WEB映像
- その他 企業VP